# Dąbrowa Radziejowska
Dąbrowa Radziejowska este o arie protejată (sit de importanță comunitară — SCI) din Polonia întinsă pe o suprafață de 51,79 ha, integral pe uscat.

## Localizare
Centrul sitului Dąbrowa Radziejowska este situat la coordonatele 52°01′11″N 20°32′30″E / 52.0198°N 20.5417°E.

## Înființare
Situl Dąbrowa Radziejowska a fost declarat sit de importanță comunitară în aprilie 2004 pentru a proteja un număr necunoscut de specii din flora spontană și fauna sălbatică aflate în arealul zonei.

## Biodiversitate
Situată în ecoregiunea continentală, aria protejată conține 2 habitate naturale: Păduri de stejar și carpen Galio-Carpinetum, Păduri stepice euro-siberiene cu Quercus spp..
La baza desemnării sitului se află un număr nedeclarat de specii protejate.